# Каракал (противотанковый ракетный комплекс)
«Каракал» — белорусский противотанковый ракетный комплекс, разработан компанией «Белтех Холдинг» при участии Киевского государственного конструкторского бюро «Луч». Впервые был представлен широкой общественности в феврале 2011 года на выставке IDEX-2011 в Абу-Даби, а в мае того же года на выставке MILEX-2011 в Минске. Является первым готовым образцом вооружения созданным ВПК Белоруссии.

## Описание
ПТРК «Каракал» может включать в себя подразделение с 4-6 самоходными пусковыми установками, машины боевого управления, машины разведки и управления с комплектом БПЛА, машин технической поддержки и обеспечения из расчёта одна машина на три самоходных пусковых установки.
Самоходная пусковая установка представляет собой мобильный комплекс на базе автомобиля белорусского производства, с колёсной формулой 4х4. Ракетное вооружение представлено противотанковыми управляемыми ракетами Скиф или Барьер в выдвижной пусковой установке на четыре ракеты. При переходе из походного в боевой режим пусковая установка выдвигается вверх и при израсходовании боекомплекта автоматически возвращается в исходное положение для перезарядки. В кормовом отсеке машины размещается дополнительная переносная установка ПТРК «Скиф». Машина разделена на два отсека, передний предназначен для размещения экипажа в количестве двух человек, средний и кормовой вмещают выдвижную пусковую установку и боекомплект в 12 ракет. Машина защищена многослойной комбинированной полимерной броней, что по заявлению разработчиков снижает радиолокационную заметность.

## Технические характеристики
- Количество ракет в ПУ : 4 шт.;
- Боекомплект ПУ : 12 ракет ;
- Время полёта на максимальную дальность: 23 с
- Тип БЧ: кумулятивная тандемная
- Бронепробиваемость: не менее 800 мм за ДЗ
- Дальность обнаружения цели (днем): 7000 м
- Дальность стрельбы:
  - Днем: 100 — 5000 м
  - Ночью: 100 — 3000 м
- Система наведения: полуактивная (по лазерном лучу)
- Температурный диапазон применения: −40…+60ºС
- Скорость передвижения
  - По шоссе 80 км/ч.
  - По бездорожью 15 км/ч.
- Запас хода (по шоссе) 1000 км.[3][1]